# Grantsville, West Virginia
Grantsville är administrativ huvudort i Calhoun County i West Virginia i USA. Orten har fått sitt namn efter Ulysses S. Grant. Grantsville hade 561 invånare enligt 2010 års folkräkning.